# Liga Fertiberia Fútbol Indoor 2013
La Liga Fertiberia 2013 fue la VI edición de la Liga de España de Fútbol Indoor. Fue regida por las normas del Campeonato Nacional así como por lo dispuesto en el Reglamento de Fútbol Indoor a fecha 2 de febrero de 2005 según la Asociación de Fútbol Indoor.
La competición se dividió en 10 jornadas, jugándose todos los partidos en viernes por la tarde o sábado por la mañana, a dos partidos cada jornada durante la temporada regular y partido único en playoffs.

## Equipos
| - Valladolid - FC Barcelona - Deportivo de la Coruña - Atlético de Madrid - RCD Espanyol | - Real Madrid CF - Valencia CF - RC Celta de Vigo - Málaga CF - FC Porto |

## Clasificación

### Grupo 1
| Pos. | Equipo              | PJ | PG | PE | PP | GF | GC | Dif | Puntos |
| ---- | ------------------- | -- | -- | -- | -- | -- | -- | --- | ------ |
| 1    | FC Porto            | 4  | 3  | 0  | 1  | 36 | 26 | 10  | 9      |
| 2    | Valladolid          | 4  | 2  | 1  | 1  | 27 | 21 | 6   | 7      |
| 3    | Málaga CF           | 4  | 2  | 0  | 2  | 25 | 31 | -6  | 6      |
| 4    | Celta de Vigo       | 4  | 1  | 1  | 2  | 27 | 32 | -5  | 4      |
| 5    | Deportivo La Coruña | 4  | 1  | 0  | 3  | 36 | 41 | -5  | 3      |

|                     | FCP  | VAL | MAL  | CEL  | DEP  |
| ------------------- | ---- | --- | ---- | ---- | ---- |
| FC Porto            |      |     | 9-3  |      | 13-9 |
| Valladolid          | 8-3  |     |      |      |      |
| Málaga CF           |      | 6-5 |      |      |      |
| Celta de Vigo       | 6-11 | 5-5 | 9-4  |      |      |
| Deportivo La Coruña |      | 7-9 | 8-12 | 12-7 |      |

### Grupo 2
| Pos. | Equipo             | PJ | PG | PE | PP | GF | GC | Dif | Puntos |
| ---- | ------------------ | -- | -- | -- | -- | -- | -- | --- | ------ |
| 1    | Valencia CF        | 4  | 2  | 2  | 0  | 49 | 40 | 9   | 8      |
| 2    | RCD Espanyol       | 4  | 2  | 1  | 1  | 42 | 32 | 10  | 7      |
| 3    | FC Barcelona       | 4  | 2  | 1  | 1  | 34 | 37 | -3  | 7      |
| 4    | Real Madrid        | 4  | 2  | 0  | 2  | 35 | 34 | -1  | 6      |
| 5    | Atlético de Madrid | 4  | 0  | 0  | 4  | 35 | 52 | -17 | 0      |

|                    | VAL   | ESP  | BAR  | RM    | ATM   |
| ------------------ | ----- | ---- | ---- | ----- | ----- |
| Valencia CF        |       |      |      | 8-6   | 19-12 |
| RCD Espanyol       | 11-11 |      | 12-6 |       |       |
| FC Barcelona       | 11-11 |      |      |       | 9-7   |
| Real Madrid        |       | 9-8  | 7-8  |       |       |
| Atlético de Madrid |       | 6-11 |      | 10-13 |       |

## Eliminatorias
|  | Cuartos de final        | Cuartos de final        |             |               | Semifinales              | Semifinales              |  |               | Final               | Final               |  |
|  | 24 - 31 de mayo de 2013 | 24 - 31 de mayo de 2013 |             |               | 14 y 21 de junio de 2013 | 14 y 21 de junio de 2013 |  |               | 28 de junio de 2013 | 28 de junio de 2013 |  |
|  |                         |                         |             |               |                          |                          |  |               |                     |                     |  |
|  |                         |                         |             |               |                          |                          |  |               |                     |                     |  |
|  | Celta de Vigo           | 8                       |             |               |                          |                          |  |               |                     |                     |  |
|  | Celta de Vigo           | 8                       |             |               |                          |                          |  |               |                     |                     |  |
|  | Real Madrid CF          | 7                       |             |               |                          |                          |  |               |                     |                     |  |
|  | Real Madrid CF          | 7                       |             | Celta de Vigo | 12                       |                          |  |               |                     |                     |  |
|  |                         |                         |             | Celta de Vigo | 12                       |                          |  |               |                     |                     |  |
|  |                         |                         | FC Porto    | 10            |                          |                          |  |               |                     |                     |  |
|  | FC Porto                | 13                      | FC Porto    | 10            |                          |                          |  |               |                     |                     |  |
|  | FC Porto                | 13                      |             |               |                          |                          |  |               |                     |                     |  |
|  | FC Barcelona            | 10                      |             |               |                          |                          |  |               |                     |                     |  |
|  | FC Barcelona            | 10                      |             |               |                          |                          |  | Celta de Vigo | 9                   |                     |  |
|  |                         |                         |             |               |                          |                          |  | Celta de Vigo | 9                   |                     |  |
|  |                         |                         | Valladolid  | 8             |                          |                          |  |               |                     |                     |  |
|  | Valladolid              | 12                      | Valladolid  | 8             |                          |                          |  |               |                     |                     |  |
|  | Valladolid              | 12                      |             |               |                          |                          |  |               |                     |                     |  |
|  | RCD Espanyol            | 8                       |             |               |                          |                          |  |               |                     |                     |  |
|  | RCD Espanyol            | 8                       |             | Valladolid    | 16                       |                          |  |               |                     |                     |  |
|  |                         |                         |             | Valladolid    | 16                       |                          |  |               |                     |                     |  |
|  |                         |                         | Valencia CF | 14            |                          |                          |  |               |                     |                     |  |
|  | Málaga CF               | 10 (2*)                 | Valencia CF | 14            |                          |                          |  |               |                     |                     |  |
|  | Málaga CF               | 10 (2*)                 |             |               |                          |                          |  |               |                     |                     |  |
|  | Valencia CF             | 10 (3*)                 |             |               |                          |                          |  |               |                     |                     |  |
|  | Valencia CF             | 10 (3*)                 |             |               |                          |                          |  |               |                     |                     |  |
|  |                         |                         |             |               |                          |                          |  |               |                     |                     |  |

-* Tiros desde el punto penal